# 요코하마 외국인 묘지

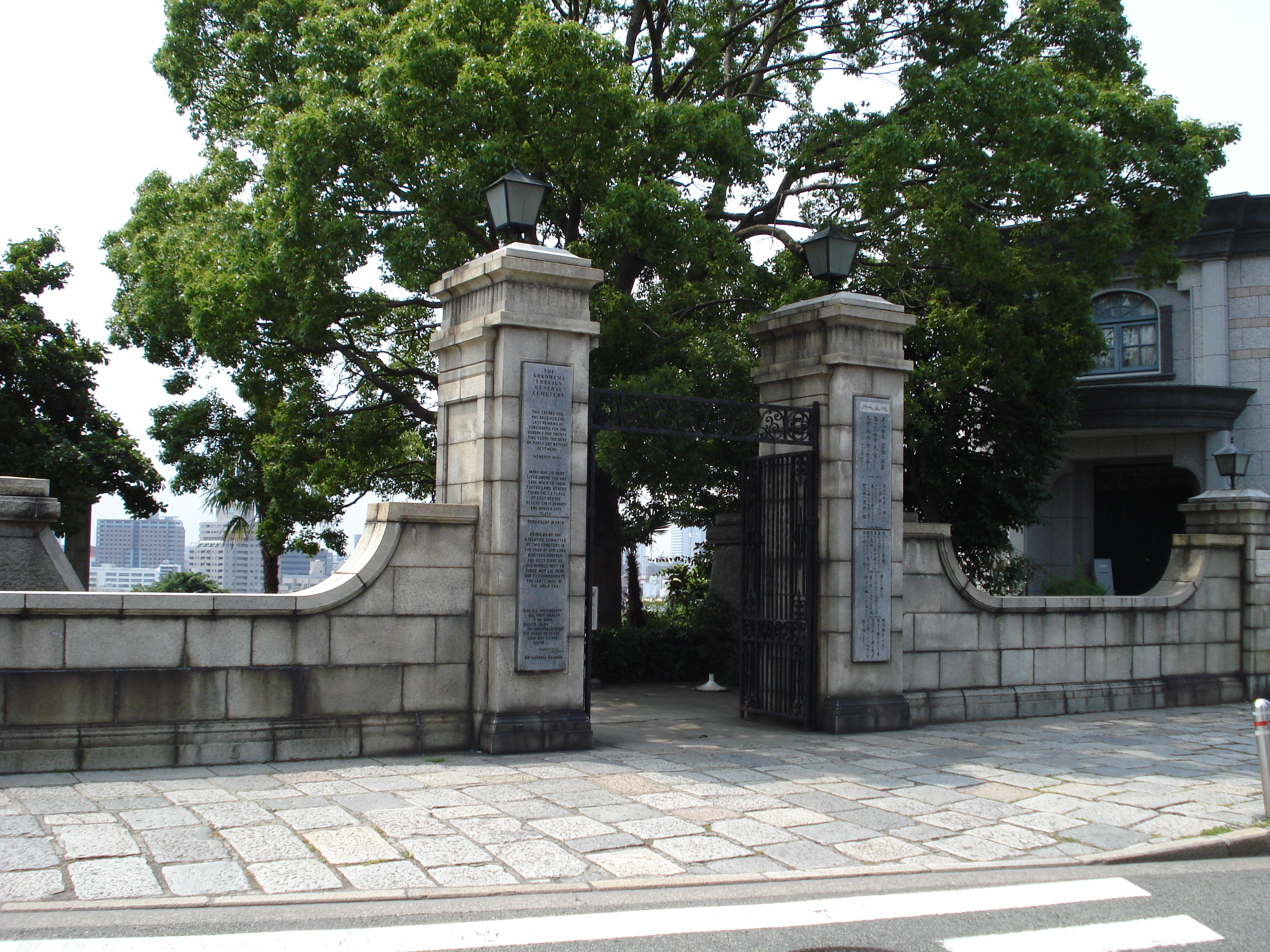
요코하마 외국인 묘지 입구

요코하마 외국인 묘지(일본어: 横浜外国人墓地 요코하마가이코쿠진보치[*])는 일본 가나가와현 요코하마시 나카구에 있는 외국인 전용 묘지로, 묘지 입구에는 이곳에 묻힌 외국인들의 업적을 소개하는 자료관이 있다. 자료관은 무료로 개방하고 있지만, 묘지는 원칙적으로 출입이 금지되어 있다.